# Izobilny
Izobilny, Izobilnyj (ros. Изобильный) – miasto w Rosji, w Kraju Stawropolskim. Około 38,8 tys. mieszkańców (2008).